# ديفيد كوكس
ديفيد كوكس (بالإنجليزية: David Cox)‏ (17 مارس 1989 في المملكة المتحدة - ) هو لاعب كرة قدم بريطاني في مركز الهجوم. لعب مع نادي كيلمارنوك ونادي ألوا أثليتيك وأردريونيانز ونادي مونتروز لكرة القدم وAnnan Athletic F.C. ‏ ونادي بيترهيد ‏.

## وصلات خارجية
- ديفيد كوكس على موقع قاعدة بيانات كرة القدم.إي يو (الإنجليزية)
- ديفيد كوكس على موقع Soccerbase.com (لاعب) (الإنجليزية)
- ديفيد كوكس على موقع Soccerway.com (الإنجليزية)